# Црвена правда
Црвена правда је била илегална комунистичка организација коју је фебруара 1921. године у Загребу, основала група чланова Савеза комунистичке омладине Југославије (СКОЈ). Они су били незадовољни због доношења „Обзнане“, којом је децембра 1920. године био забрањен рад Комунистичке партије Југославије (КПЈ) и у жељи да се освете властима одлучили су се за „индивидулани терор“.
Били су организатори и извршиоци убиства министра унутрашњих дела Краљевине СХС Милорада Драшковића, 21. јула 1921. године у Делницама. После овог убиства скоро сви чланови организације су били похапшени и осуђени, а организација је престала да постоји. Иако су сви чланови ове организације били чланови КПЈ и СКОЈ-а, она није имала никакву организациону везу са Комунистичком партијом Југославије и деловала је у супротности са њеном тадашњом политичком избегавања сукоба са властима.

## Историјат
Власти Краљевине СХС су 29. децембра 1920. године донеле „Обзнану“ којом су забраниле рад Комунистичке партије Југославије (КПЈ). Ова одлука донета је из бојазни власти да ће КПЈ, која се залагала за социјалистичку револуцију и обарање постојећег капиталистичког поретка, организовати у Југославији „бољшевичку револуцију“ попут оне у Русији.
После доношења „Обзнане“, политичко руководство КПЈ предвођено са др Симом Марковићем је одлучило да се не супротставља властима и прихватило паролу „Не дајмо се провоцирати“. Овиме је партијско руководство закочило сваку акцију протеста радничке класе против насиља које се вршило над њеним припадницима и заузело став пасивног ишчекивања, што је револтирало многе револуционарно расположене и борбене чланове КПЈ.

### Оснивање организације
Група чланова Савеза комунистичке омладине Југославије (СКОЈ), огорчених због „Обзнане“ и разочарана млаким ставом Партије састала се фебруара 1921. године у Загребу и одлучила да оснује организацију која ће се супротставити полицијском терору, хапшењима и прогонима чланова КПЈ. Организацију су прозвали „Црвена правда“, а међу њеним организаторима били су - Рудолф Херцигоња, Родољуб Чолаковић, Јанко Мишић, Златко Шнајдер, Маријан Стилиновић и др. Основни задатак организације је био - не чекати, него на терор буржоазије одмах одговорити терором против истакнутих представника оних буржоаских партија, које су донеле Обзнану. Тада је донета и одлука да први убије Милорад Драшковић, министар унутрашњих дела Краљевине СХС и аутор „Обзнане“.
Црвена правда је имала и свој Акциони програм у коме је истицано како радничка класа, која је доношењем „Обзнане“ лишена могућности за било какву легалну акцију, има право у таквој ситуацији на индивидуални терор као једино средство којим се влада може приморати да повуче „Обзнану“. На челу организације стајао је Извршни комитет у саставу - Рудолф Херцигоња, Родољуб Чолаковић и Јанко Мишић. Комитет је желио да организацију прошири на остале веће градове попут Сарајева, Сплита и Осијека и тамо створи своје групе.

### Први атентат
У циљу ширења организације, Родољуб Чолаковић је отишао у родну Бијељину. Тамо је крајем марта окупио чланове СКОЈ-а, такође не задовољне постојећим стањем у земљи и ставом партијског руководства. Они су тада у Новом Селу, код Бијељине, формирали тзв. „бијељинску групу“, чији су чланови поред Чолаковића, били - Никола Петровић, Димитрије Лопандић, Алија Алијагић и Стева Ивановић.
Почетком априла, Чолаковић и Херцигоња су донели одлуку да „бијељинска група“ изврши атентат на Милорада Драшковића. Чланови ове групе су у том циљу током априла отишли у Београд, где су се повезали са Небојшом Маринковићем, студентом медицине, који им је обезбедио смештај. У Београду су остали десетак дана. Непосредно по њиховом доласку, преминуо је 28. априла министар војске и морнарице генерал Бранко Јовановић (1868—1921). Његова сахрана, која је била одржана сутрадан, била је прилика да се изврши атентат на Драшковића, али се од тога одустало.
Неколико дана касније, 3. маја Никола Петровић је сачекао Драшковића испред кафане „Коларац“, на Позоришном тргу (данас Трг републике), где је овај био на забави. Приликом Драшковићевог уласка у аутомобил, Петровић му је пришао, али пиштољ није опалио. У том тренутку обојица су отишла - Драшковић је упалио аутомобил и отишао у свој стан, где је позвао полицију, а Петровић је побегао у правцу Народног позоришта. После овог неуспешног атентата, група се вратила у Бијељину.
Почетком априла, загребачка полиција је трагала за чланом ове групе Златком Шнајдером, јер је знала да је он истакнути комунистички активиста. Он се тада налазио у илегали и крио се у стану Јанка Мишића. Полиција је најпре ухапсила Вељка Клаузарића, а потом је 12. априла упала у Мишићев стан, где је ухапсила Златка и Јанка. Тада су код њих пронађена два пиштоља и једна бомба, као и једна Златкова преписка са Маријаном Стилиновићем, који је убрзо ухапшен. Иако су се у време неуспелог атентата на Милорада Драшковића 3. маја, они налазили у притвору, полиција их је повезала са овим атентатом јер је код њих пронашла оружје. На суђењу одржаном крајем маја, тужилац није успео да докаже везу између њих и неуспелог атентата, па су ослобођени оптужби. И поред ослобађајуће пресуде, они нису пуштени из затвора, јер се тужилац жалио, па су у притовру задржани све до октобра, када им је потврђена ослобађајућа пресуда.

### Други атенат
Пошто су ухапшени загребачки комунисти, били осумњичени за организовање покушаја атентата на Милорада Драшковића, чланови „бијељинске групе“ су могли мирно да раде на организовању новог атентата. Почетком јула Родољуб Чолаковић је дошао у Загреб, где је састао са Рудолфом Херцигоњом и Димитријем Лопандићем. Пошто је 28. јуна у Београду био извршен неуспели „Видовдански атентат“ на регента Александра (овај атентат извршио је Спасоје Стејић Баћо, који није био члан Црвене правде, али се исто одлучио на индивидуални терор), Чолаковић је предложио да и они морају нешто учинити.
Убрзо потом су из новина сазнали да је Драшковић отишао на лечење у Делнице, у Горском котару. Тада је у Загреб дошао и Алија Алијагић. На састанку одржаном 18. јула на Вилсоновим тргу (данас Трг Републике Хрватске) Чолаковић. Лопандић и Алијагић су донели коначну одлуку да се убије Драшковић. Тада је одлучено да исто вече у Делнице отпутује Алијагић и тамо изврши атентат. По доласку у Горски котар, Алијагић није отишао у Делнице, већ у суседно место Локве, одакле је сваки дан одлазио у Делнице у потрагу за Драшковићем. Трећег дана боравка у Горском котару, када је пронашао Драшковића извршио је атентат. У преподневним часовима 21. јула Алијагић је пришао клупи на којој је седео Драшковић и у њега испалио неколико хитаца. Један од метака га је погодио у подлактицу, а други право у срце и остао је на месту мртав.
Пошто је на Драшковића у мају био извршен неуспели атентат, полиција је одредила приликом његовог одласка на лечење у Делнице одредила детектива Ивана Тимотијевића, као његовог пратиоца. У тренутку атентата, детектив је био подаље од Драшковића и одмах је појурио за Алијагићем, што су учинила и два локална жандарма, која су се налазила у близини. Приликом потере за Алијагићем, детектив Тимитијевић га је да не бих побегао лакше ранио.

### Суђење
Одмах после хапшења Алије Алијагића, у Загребу је ухапшен Родољуб Чолаковић, а у наредних неколико дана су ухапшени и остали чланови организације и учесници у атентату - Димитрије Лопандић, Никола Петровић и Стева Ивановић. Једино је Рудолф Херцигоња успео да побегне у иностранство. Током истраге, ухапшеници су водили рачуна, да полиција њихово извршење атентата, као и покушај из маја, не доведе у везу са већ ухапшеним загребачким комунистима. Такође, да бих олакшали положај организатора атентата Родољуба Чолаковића, ухапшеници су као организатора истакли Рудолфа Херцигоњу, који се налазио у иностранству.
Пошто се сматрало да су за убиство Драшковића, као и покушај убиства из маја, криви искључиво Алија Алијагић, Родољуб Чолаковић и други ухапшеници, онда је непосредно пред њихово суђење, почетком октобра одржано ново суђење загребачким комунистима Златку Шнајдеру, Јанку Мишићу и Маријану Стилиновићу, на коме су они ослобођени оптужбе и пуштени. Иако је полиција у својим рукама држала скоро све чланове Црвене правде, она уопште није знала да таква организација уопште постоји.
Суђење за убиство Драшковића одржано је октобра 1921. године у Загребу. На суђењу је убица Алија Алијагић био осуђен на смрт, а организатори убиства Родољуб Чолаковић, Никола Петровић и Димитрије Лопандић на по 12 година затвора. Стева Ивановић је као саучесник био осуђен на две године затвора, а Небојиша Маринковић је био ослобођен оптужбе.
Иако је циљ Црвене правде био да се атентатима примора власт да повуче „Обзнану“, она је атентат на Милорада Драшковића (као и неуспели атентат на регента Александра, у јуна, који нису извршили припадници Црвене правде) узела као оправдање да 2. августа 1921. године, донесе „Закона о зашити државе“ којим је политику КПЈ оценила противдржавном и забранила њено легално деловање.